# Paikiniana vulgaris
Paikiniana vulgaris là một loài nhện trong họ Linyphiidae.
Loài này thuộc chi Paikiniana. Paikiniana vulgaris được Ryoji Oi miêu tả năm 1960.